# 폰즈 (브랜드)

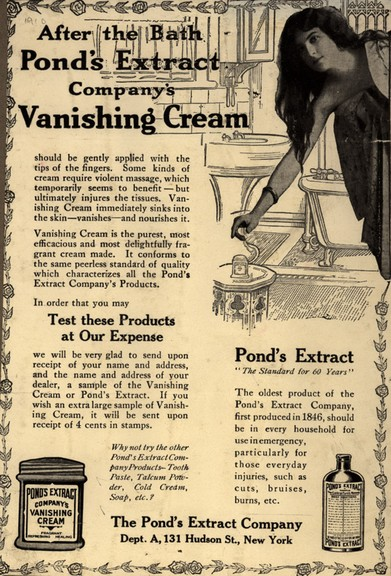
폰즈 배니싱 크림 지면 광고, 1910년

폰즈(Pond's)는 유니레버가 보유한 미용, 건강 케어 제품 브랜드이다. 1846년 미국의 약사 데런 T. 폰드에 의해 시작되었으며, 1987년 다국적 기업 유니레버에 인수되었다. 오늘날, 폰즈는 전세계에서 판매되며, 가장 큰 시장은 스페인과 인도, 일본, 태국 등의 아시아 국가이다.

## 역사
폰즈 크림은 1846년 미국에서 약사 데런 T. 폰드(Theron T. Pond)가 특허 약품으로 발명하였다. 폰드는 작은 상처와 다른 질환을 치료할 수 있음을 발견한 위치 헤이즐(witch hazel)에서 약용 차를 추출하였다. 제품은 "골든 트레저(Golden Treasure)"라고 이름 붙여졌다. 폰드가 죽은 후, 제품은 "폰즈 엑스트랙트(Pond's Extract)"로 알려졌다.
1849년 T. T. 폰드 컴퍼니가 폰드와 다른 발병가들에 의해 설립되었으나, 폰드는 건강이 악화되어 곧 자신의 회사에의 지위를 팔 수밖에 없었다. 폰드는 1852년 사망했으며, 1914년 회사는 폰즈 엑스트랙트 컴퍼니라는 이름으로 법인화되었다. 회사는 코네티컷주로 이전하여 생산 기지를 설립하였고, 이후 판매 사무소를 뉴욕으로 이전하였다. 1886년 폰즈는 전국적인 광고를 시작하였고, 제품은 1910년까지 폰즈 힐링이란 이름으로 광고되었다.
폰즈 컴퍼니는 1955년 체스브로 매뉴팩처링 컴퍼니(Chesebrough Manufacturing Company)에 인수되었다. 이 인수로 폰즈 크림은 큐텍스(Cutex) 손톱 광택제 브랜드, 맷처벨리(Matchabelli) 향수와 자매 브랜드가 되었다. 체스브로 매뉴팩처링 컴퍼니의 지휘로 폰즈 크림은 미국 전역의 많은 슈퍼마켓에서 구매할 수 있게 되었다. 크림의 병은 둥근 뚜껑과 작고 유리로 된 병으로 구성되어 있었고, 초록색, 파란색 또는 하얀색 등으로 칠해진 병은 소비자들이 쉽게 제품을 구분할 수 있게 해 주었다. 이 디자인은 현재의 폰즈 브랜드에서 여전히 사용되고 있다.
1987년 체스브로 매뉴팩처링 컴퍼니는 영국과 네덜란드의 회사인 유니레버에 인수되었으며, 폰즈 크림이 전세계적으로 판매될 수 있는 계기가 되었다. 부가적으로, 회사 지분의 14%는 알려지지 않은 금액으로 Bhosle Group of Industries에 이전되었다.